# ألدو سيلفانى
ألدو سيلفانى (بالإيطالية: Aldo Silvani) هو مخرج وممثل إيطالي، ولد في 21 يناير 1891 بتورينو في إيطاليا، وتوفي في 12 نوفمبر 1964 في إيطاليا.

## أعمال

### أفلام
- (1947) ابنة الضابط
- (1954) الطريق
- (1954) وادي الملوك
- (1957) ليالي كابيريا
- (1959) بن هور[4][5][6]
- (1964) آخر رجل على الأرض

## وصلات خارجية
- ألدو سيلفانى على موقع IMDb (الإنجليزية)
- ألدو سيلفانى على موقع ألو سيني (الفرنسية)
- ألدو سيلفانى على موقع قاعدة بيانات الأفلام السويدية (السويدية)
- ألدو سيلفانى على موقع قاعدة بيانات الفيلم (الإنجليزية)
- ألدو سيلفانى على موقع كينوبويسك (الروسية)